# HD 52265 b
HD 52265 b는 지구로부터 외뿔소자리 방향으로 약 92광년 떨어진 곳에 있는 외계 행성이다. 어머니 항성은 태양과 비슷한 G형 주계열성 HD 52265이다. 이 행성의 최소 질량은 목성보다 약간 더 크다. 항성과 떨어져 있는 평균 거리는 태양과 지구 간격의 절반 정도이다. 그러나 궤도는 찌그러져 있으며, 근일점에서는 수성보다 가까이 접근하고 멀어질 때는 근일점의 두 배 가까운 거리만큼 물러난다.

## 참고 문헌
- (영어) Butler;  외. (2000). “Planetary Companions to the Metal-rich Stars BD -10°3166 and HD 52265”. 《The Astrophysical Journal》 545 (1): 504–511. doi:10.1086/317796.
- (영어) Naef;  외. (2001). “The CORALIE survey for southern extrasolar planets V. 3 new extrasolar planets”. 《Astronomy and Astrophysics》 375 (1): 205–218. doi:10.1051/0004-6361:20010841.
- (영어) Butler;  외. (2006). “Catalog of Nearby Exoplanets”. 《The Astrophysical Journal》 646 (1): 505–522. doi:10.1086/504701. 2019년 12월 7일에 원본 문서에서 보존된 문서. 2009년 6월 21일에 확인함.